# Colanthura pigmentata
Colanthura pigmentata là một loài chân đều trong họ Paranthuridae. Loài này được Kensley miêu tả khoa học năm 1980.